# Groupe Stingray
Stingray Group Inc. (anciennement Stingray Digital et Groupe Stingray Digital) est une société canadienne de médias et de divertissement cotée en bourse dont le siège social est situé à Montréal, au Québec, et qui possède des bureaux dans de nombreux pays, aux États-Unis, en Belgique, au Royaume-Uni, aux Pays-Bas, en Suisse, en France, en Israël, en Australie et en Corée du Sud. L'entreprise diffuse du contenu musical et vidéo sur différentes plateformes comme la télévision par câble et par satellite, la télévision IP, Internet, les appareils mobiles et les consoles de jeux, et développe des services audio et numériques personnalisés pour les détaillants, les hôtels et d'autres clients commerciaux,,.

## Historique
Stingray Digital est créée en mai 2007 par Eric Boyko et Alexandre Taillefer, en partenariat avec Telesystem, à la suite de l'achat de karaoké société Soundchoice pour la somme de 6 millions de dollars. Le rachat de cette société permet l'obtention d'un catalogue de chansons et la création d'une chaîne télévisée de karaoké appelée The Karaoke Channel, maintenant connue sous le nom de Stingray Karaoké. La même année, l'entreprise acquiert le service de musique sans publicité pour la télévision par câble Galaxie de la Société Radio-Canada pour 65 millions de dollars, le renommant Stingray Music,. Taillefer quitte l'entreprise en 2010. En 2011, Stingray rachète Music Choice Europe.
En mai 2015, Stingray récolte 140 millions de dollars dans son introduction en bourse. La vente donne à l'entreprise une valeur de marché de 296 millions de dollars. La société commence à se coter à la Bourse de Toronto le 3 juin 2015, sous le symbole RAY. Novacap vend la majeure partie de sa participation dans la société après l'introduction en bourse.
En 2014, Stingray lance l'application mobile Stingray Musique. En 2015, le service propose plus de 1500 chaînes de musiques dans une grande variété de genres pour ses auditeurs. Le service est une radio, où les auditeurs n'ont pas la possibilité d'écouter des pistes spécifiques sur demande. Les utilisateurs peuvent personnaliser leur station de radio jusqu'à trois filtres différents à partir d'une liste d'options,. Le nombre de canaux devrait croître de 3 000 d'ici la fin de 2016.
Entre 2008 et 2015, le chiffre d'affaires annuel de Stingray progresse de 7,1 millions à 71 millions de dollars canadiens. En 2011, Stingray possède le plus grand catalogue au monde de licences des chansons de karaoké d'internet. En octobre 2015, Stingray atteint, selon les estimations, 135 millions d'abonnés à la télévision dans 127 pays, et fournit des playlists de musique pour 74 000 magasins au Canada, dont les chaînes de magasins Reitmans et Subway.
Le 22 mai 2018, Stingray Digital annonce l'acquisition de l'un des plus importants radiodiffuseurs canadien, lequel détient 101 radios locales et emploie environ 800 personnes.
Le 1er mars 2019, Stingray Groupe annonce fermer Stingray Brava et fusionner avec Stingray Classica

## Propriétés
Stingray propriétés comprennent:
- Stingray Musique, une vaste liste de canaux disponibles sur la télévision par câble ainsi que par le biais d'une application mobile et web player
  - Stingray Musique International
- Stingray Karaoké, une licence de karaoké fournisseur et d'une télévision interactive et de services Internet
- Stingray Affaires, un fournisseur de dans-magasin de musique sous licence pour une utilisation commerciale, systèmes audio-visuels et d'écrans de TÉLÉVISION
- Stingray iConcerts, un service à la demande de la radiodiffusion spectacles de musique live
- Stingray Musique, des Vidéos, une musique à la demande, le service de vidéo
- Stingray Ambiance, une chaîne de télévision montrant décor champêtre accompagné par la musique apaisante
- Stingray Lite TV, un Européen de la musique pop canal vidéo[13].
- Stingray Classica
- Stingray Djazz
- Stingray Festival 4K[14]